# Avenida Pompeia
A Avenida Pompeia é uma importante avenida da Zona Oeste da cidade de São Paulo que liga a Ponte Júlio de Mesquita Neto e a Avenida Nicolas Boer à Rua Heitor Penteado.